# Oceansat-1
Oceansat-1 ou IRS-P4 est un satellite d'observation de la Terre de l'agence spatiale indienne (ISRO). Ce satellite météorologique et océanographique est placé en orbite en 1999. Il s'agit du premier satellite indien conçu pour étudier les océans. Il fonctionne sans panne majeure de son instrument principal et est arrêté en août 2010 au bout de 11 ans peu après que son successeur OceanSat-2 ait été placé en orbite.   

## Objectifs
Les données collectées par le satellite OceanSat-2 sont utilisées dans les domaines suivants :
- Mesure du phytoplancton,
- Identification des ressources en poisson,
- Circulation des océans (courants, marées),
- Mesure de l'impact de la pollution et des sédiments sur les zones côtières,
- Étude de la dynamique des sédiments, des estuaires, ...

## Caractéristiques techniques
Le satellite OceanSat-1 est stabilisé 3 axes et a une masse de 1036 kg. Il est alimenté en énergie par des panneaux solaires d'une superficie totale de 9,6 m² qui fournissent 800 watts en fin de vie. L'énergie est stockée dans deux batteries nickel-cadmium d'une capacité unitaire de 21 A-H. Le satellite est construit autour d'une plateforme IRS-1 développée par l'ISRO pour ses satellites d'observation de la Terre. La durée de vie minimale du satellite est de cinq ans,.   

## Charge utile
La charge utile d'OceanSat-2 comprend deux instruments.

### OCM
OCM (Ocean Color Monitor) est  un radiomètre qui fonctionne dans huit bandes spectrales en lumière visible et proche infrarouge (B1: 402-422 microns, B2: 433-453, B3: 480-500, B4: 500-520, B5: 545-565, B6: 660-680, B7: 745-785, and B8: 845-885). La fauchée est de 1420 kilomètres et la résolution spatiale est de 360 mètres dans la direction du déplacement du satellite et de 236 mètres dans le sens perpendiculaire. 

### MSMR
MSMR (Multifrequency Scanning Microwave Radiometer) est un radiomètre   micro-ondes à double polarisation qui collecte des données géophysiques qui complètent les données biologiques fournies par OCM. Il recueille des données dans quatre bandes spectrales (6,6, 10.65, 18 et 21 GHz) qui permettent de mesurer la température de surface de la mer (précision : 1,5 kelvin), la vitesse du vent en surface (précision 1,5 m/s), la quantité de vapeur d'eau présente dans l'atmosphère et la quantité d'eau liquide en suspension dans les nuages. La résolution spatiale, qui dépend de la fréquence, est comprise entre 105x68 et 34x2 km. L'instrument qui pèse 65 kilogrammes consomme en moyenne 76 watts et génère 6,4 kilobits de données par seconde. L'instrument comprend une antenne parabolique de 80 centimètres de diamètre qui tourne  une vitesse de 11 tours par minute. Il effectue ces mesures sur une largeur de 1360 kilomètres. La fréquence de revisite est de deux jours.

## Déroulement de la mission
Oceansat-1 est placé en orbite le 26 mai 1999 par le lanceur PSLV-G avec deux autres satellites étrangers : KITSAT-3 de la Corée du sud  et TUBSAT développé par l'Allemagne. Le vol qui décolle du centre spatial de Satish-Dhawan, à Sriharikota est le premier vol de l'agence spatiale indienne qui embarque des satellites étrangers. Le satellite est placé sur une orbite héliosynchrone de 720 km avec une inclinaison orbitale de 98,28°. La fréquence de revisite est de deux jours et il passe au-dessus du nœud descendant à 12h. La mission d'Oceansat-1  s'achève le 8 août 2010 sans panne majeure sur son instrument principal OCM. Le satellite Oceansat-2 qui a été placé sur orbite le 23 septembre 2009 assure la continuité de la collecte des données avec son instrument OCM-2.